# Кров'яний тиск

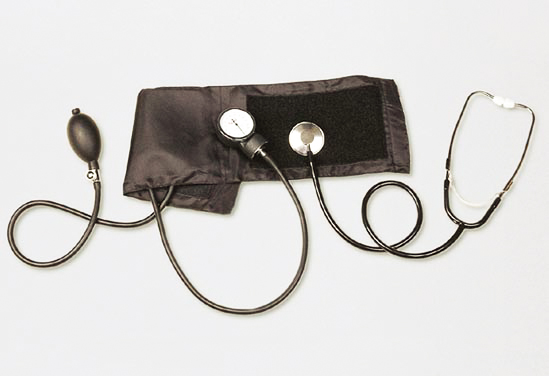
Сфигмоманометр і стетоскоп

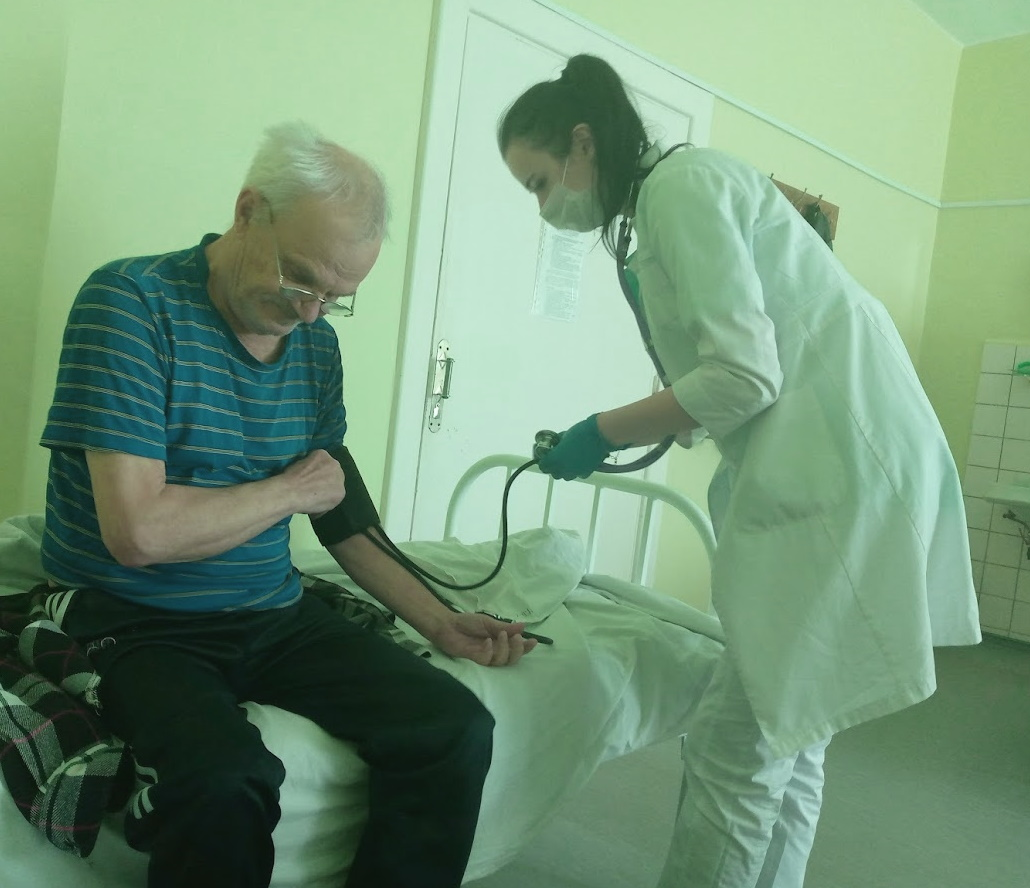
Вимірювання кров'яного тиску

Кров'яний тиск — тиск, який кров справляє на стінки кровоносних судин, або, інакше кажучи, перевищення тиску рідини в кровоносній системі над атмосферним тиском. Це один з найважливіших параметрів, що характеризує роботу кровоносної системи.
Кров'яний тиск вимірюють за допомогою широкої стрічки, яку називають манжетою і вдягають на передпліччя. Повітря напомповують всередину манжети. Кров'яний тиск вимірюють тоді, коли повітря виходить з манжети. Кров'яний тиск представляють у вигляді одного числа над другим числом (n1/n2).
- Верхнє число є більшим за значенням, його називають систолічним тиском. Це тиск у кровоносних судинах в момент, коли серце виштовхує кров.
- Нижнє число є меншим за значенням, називають його діастолічним тиском. Це тиск у кровоносних судинах у момент, коли серце відпочиває між ударами.

Нормальним кров'яним тиском вважають 120/80 або менший. Кров'яний тиск у різних людей різний. Кров'яний тиск кожної людини може бути різним у різний час доби та в різні дні.
Підвищений кров'яний тиск називають також артеріальною гіпертензією. Підвищений кров'яний тиск — 140 на 90 або вищий. Діагноз артеріальної гіпертензії ставлять після того, як при багаторазовому вимірюванні у спокої кров'яний тиск лишається підвищеним. Чим важче для крові проходити через кровоносні судини, тим вищі показники кров'яного тиску. При високому тиску серце працює з більшим навантаженням, ніж звичайно. Високий кров'яний тиск може спричинити серцевий напад, інсульт, ниркову недостатність і зменшення еластичності кровоносних судин.
Виділяють такі види кров'яного тиску:
- Артеріальний тиск
- Центральний артеріальний тиск
- Венозний тиск
- Центральний венозний тиск
- Капілярний тиск
- Тиск у порожнинах серця
- Тиск заклинювання легеневої артерії